# Cô Ba Sài Gòn
Cô Ba Sài Gòn (tiếng Anh: The tailor) là một bộ phim điện ảnh thời đại giả tưởng Việt Nam do Trần Bửu Lộc và Kay Nguyễn đồng đạo diễn, xuất phẩm ngày 14 tháng 10 năm 2017 tại Liên hoan phim quốc tế Busan. Phim lấy bối cảnh chính là Sài Gòn (hay Thành phố Hồ Chí Minh) của hai năm 1969 và 2017.

## Lịch sử
Truyện phim lấy chủ đề thời trang kết hợp yếu tố xuyên không kỳ ảo do Ngô Thanh Vân và Thủy Nguyễn làm sản xuất, dựa theo phần kịch bản của A Type Machine. Phim có sự tham gia của các diễn viên Ninh Dương Lan Ngọc, NSND Hồng Vân, Diễm My, Ngô Thanh Vân, Diễm My 9x, S.T Sơn Thạch và Oanh Kiều. Chủ đề chính của phim là tôn vinh áo dài, trang phục truyền thống của Việt Nam.
Phim có buổi công chiếu đầu tiên trên toàn thế giới vào ngày 14 tháng 10 năm 2017 tại Liên hoan phim quốc tế Busan lần thứ 22 ở Hàn Quốc trước khi ra mắt công chúng Việt Nam vào ngày 10 tháng 11 cùng năm. Sau gần một tháng công chiếu, phim thu về hơn 60 tỷ đồng. Tại Liên hoan phim Việt Nam lần thứ 20, Cô Ba Sài Gòn giành hai giải, bao gồm Giải thưởng của Ban giám khảo.

## Nội dung
Năm 1969, nhà may Thanh Nữ là nhà may áo dài nổi tiếng nhất Sài Gòn. Gia đình này 9 đời đều may áo dài. Bà chủ Thanh Mai có hai cô con gái: cô con gái ruột Như Ý và cô con gái nuôi Thanh Loan. Thanh Loan thích may áo dài nhưng Như Ý lại thích thiết kế đồ Tây, vì cô cho rằng áo dài đã quá xưa và chỉ có một kiểu. Bà Thanh Mai kêu Như Ý hãy học cách may áo dài nhưng cô không quan tâm, cô chỉ thích thiết kế đồ Tây. Sau khi thua bởi một chiếc áo dài trong cuộc thi thiết kế trang phục cho Madam Kiều Bảo Hân - "đệ nhất celeb Sài Gòn" thời bấy giờ, Như Ý càng thêm đố kị, nhất quyết không chịu học may áo dài và làm truyền nhân của tiệm may Thanh Nữ. Để con gái hiểu và thêm yêu chiếc áo dài truyền thống, bà Thanh Mai lấy tấm vải quý của gia tộc ra may thành chiếc áo dài cực kỳ đẹp, rồi để bên dưới nhà. Như Ý thấy chiếc áo dài đẹp quá (có đính tên Như Ý trên áo) nên lấy mặc thử. Một điều kỳ lạ đã xảy ra, khi cô mặc chiếc áo dài vào, miếng ngọc trên chiếc áo đã cuốn cô vào dòng thời gian, đưa cô đến năm 2017.
Khi bà An Khánh (chính là hiện thân của Như Ý) đang chuẩn bị tự tử thì Như Ý rơi xuống, đẩy bà ấy ngã và rồi miếng ngọc trên áo bị văng mất. Như Ý ngạc nhiên và hoảng hốt khi trước mắt cô là khung cảnh nhà may Thanh Nữ bị dỡ bỏ, nhà cửa tan hoang, không dám tin khi thấy chính mình trong tương lai, sợ hãi khi thấy Sài Gòn xưa của cô đã biến mất, thay vào đó là Sài Gòn 2017 văn minh hiện đại. Căn nhà trở nên hoang tàn, không còn là tiệm may Thanh Nữ náo nhiệt, thịnh vượng như ngày xưa. Bộ phim cũng tiết lộ khi bà Thanh Mai mất, Như Ý (hay chính là bà An Khánh) đã từng mở tiệm may đồ Tây, tuy nhiên lại không hợp thời nên đã sớm dẹp tiệm. Bà An Khánh trở thành kẻ nghiện rượu và dần tự chối bỏ chính mình nên mới đổi tên từ Như Ý thành An Khánh. Thanh Loan ra ngoài mở một tiệm may áo dài, sau này cô sinh hai đứa con: Helen và Tuấn. Helen bây giờ đang là nhà thiết kế thời trang nổi tiếng và quyền lực nhất Sài Gòn, còn Tuấn đang làm ở công ty của Helen.
Helen đồng ý giúp bà An Khánh giữ lại căn nhà, đổi lại Như Ý phải làm nhân viên cho Helen. Như Ý làm lao công một thời gian, chính Tuấn giúp cho cô làm quen với cuộc sống hiện đại này. Trong một bộ sưu tập mới của công ty Helen, Như Ý đã khẳng định bản thân trong việc thiết kế thời trang với các bộ đồ Tây của thập niên 1960, đúng với sở trường của mình. Đây cũng là cách để Như Ý tiếp cận với Trang Ngô - người mẫu nổi tiếng bậc nhất Sài Gòn nhằm khẳng định bản thân, vực dậy thương hiệu nhà may Thanh Nữ lừng lẫy một thời. Do một lần nhỡ miệng, Tuấn vô tình tiết lộ cho Helen về việc Như Ý không biết may áo dài cộng thêm việc vốn ghen tị với Như Ý từ trước khi cô nổi bật hơn mình trong bộ sưu tập đồ Tây thập niên 60, Helen giao cho Như Ý công việc thiết kế áo dài. Về phần Như Ý, dù ghét áo dài nhưng cô cũng biết đây là cách duy nhất để vực dậy tiệm may Thanh Nữ, dựng lại cơ nghiệp cả đời của má nên cô chấp nhận học cách may áo dài. Với sự giúp đỡ hết lòng của bà Thanh Loan và tờ bí kíp lưu truyền mà má đã gửi lại trước khi mất, Như Ý và An Khánh đã dùng chính cách may áo dài truyền thống của nhà may Thanh Nữ để tạo ra bộ sưu tập áo dài theo phong cách thập niên 60 đẹp đẽ và đầy ấn tượng. Trong lúc buổi biểu diễn đang được tiếp tục, Helen từng có ý định thay đổi kịch bản để tên mình được vinh danh thay vì Như Ý nhưng bị Tuấn bắt được rồi yêu cầu cô sửa đổi kịch bản và suy nghĩ lại về hành động của mình. Cuối cùng khi buổi biểu diễn kết thúc, cái tên Như Ý được xướng lên và Helen đã kịp sửa chữa sai lầm của mình. Buổi trình diễn thời trang diễn ra thành công và Như Ý qua đã đã tìm lại được chính mình, tình cảm gia đình và tình yêu với chiếc áo dài truyền thống - quốc phục của đất nước. Sau cùng, tiệm may Thanh Nữ được tân trang, gầy dựng lại, và bà An Khánh cùng bà Thanh Loan đã kết nối lại tình chị em xưa kia.
Như Ý mặc chiếc áo dài có miếng ngọc, miếng ngọc kỳ diệu đó lại cuốn cô vào dòng thời gian, đưa cô về lại năm 1969. Gặp lại bà Thanh Mai, cô ôm lấy mẹ mình rồi nói xin lỗi rồi nói với mẹ mình rằng mình đã biết may áo dài, đồng thời may cho bà Thanh Mai một bộ áo dài với phong cách cách tân. Cùng nhảy múa trên nền nhạc với nhau, khoảng cách giữa hai mẹ con Như Ý và bà Thanh Mai cũng đã được xóa bỏ.
Trong đoạn cảnh hậu Danh đề, truyền nhân thứ 20 nhà may Thanh Nữ đi tham quan xung quanh nhà mình và có những câu cửa miệng rất giống Như Ý như "Ô la la" và cuối cùng nói "Hết rồi!" để kết thúc bộ phim.

## Diễn viên
- Ninh Dương Lan Ngọc vai Như Ý, con gái của bà Thanh Mai, có niềm đam mê với thời trang phương Tây và muốn từ bỏ những giá trị truyền thống, không muốn trở thành nghệ nhân may áo dài.
- NSND Hồng Vân vai bà An Khánh, hiện thân của Như Ý vào năm 2017.
- Ngô Thanh Vân vai bà Thanh Mai, mẹ Như Ý, truyền nhân thứ 9 của nhà may Thanh Nữ.
- Diễm My 9x vai Helen
- Diễm My 6x vai bà Thanh Loan
- Oanh Kiều vai bà Thanh Loan lúc trẻ
- S.T Sơn Thạch vai Tuấn
- Tùng Leo vai Hiển
- Hải Triều vai Baby Nana
- Kaylee Hwang vai Ngọc
- Thanh Tú vai Thụy
- Thúy Vy vai Yến
- Thủy Hương vai "Đệ nhất Celeb 1969" Madame Kiều Bảo Hân
- Trác Thúy Miêu vai Fashionista Host 1969
- Kim Thư vai Nữ hoàng Gạo
- Hà Trúc vai Givenchy
- Hà Anh vai Trang Ngô
- Aaron Toronto vai Ngài chủ tịch
- Bùi Thị Mỹ Cảnh vai Khách mời VIP show thời trang
- Đông Nhi vai Truyền nhân đời thứ 20 nhà may Thanh Nữ

## Sản xuất
— Ngô Thanh Vân.
Ý tưởng đầu tiên của bộ phim đến từ một cuộc trò chuyện giữa Ngô Thanh Vân và nhà thiết kế Thủy Nguyễn, cả hai muốn làm một bộ phim về phụ nữ Việt Nam. Ngô Thanh Vân còn là một người có tình cảm đặc biệt với áo dài. Vào dịp tết Đinh Dậu 2017, nhiều tranh cãi về áo dài nổ ra khiến Ngô Thanh Vân nhận thấy "nhiều bạn trẻ không hiểu về áo dài và phần nào tình cảm dành cho áo dài vơi đi". Vì vậy, cô và Thủy Nguyễn "ấp ủ" ý định đưa "áo dài thời xưa lên màn ảnh rộng" để mọi người thấy được "sự đẹp đẽ, mộng mơ của một người phụ nữ với áo dài".
Sau nhiều giai đoạn viết và thay đổi ý tưởng, Ngô Thanh Vân có lúc phải viết lại toàn bộ kịch bản Cô Ba Sài Gòn. Chỉ đến khi đọc được kịch bản từ biên kịch Kay Nguyễn, cô mới "mới thở phào nhẹ nhõm vì mình đang cầm trong tay một cuốn phim vừa tôn vinh tà áo dài, vừa đi đúng tinh thần như đã định hướng."
Để hóa thân thành nhân vật Như Ý, Ninh Dương Lan Ngọc cho biết cô không những phải tìm hiểu và tập luyện cách ăn nói, đi đứng cho giống với cô gái vào thập niên 1960-1970 mà còn phải học thêm tiếng Pháp.:24:05
Phục trang trong phim do nhà thiết kế Thủy Nguyễn thiết kế. Cô cho biết "ý tưởng của những chiếc áo dài trong phim, đặc biệt là các thiết kế với hoạ tiết gạch bông quen thuộc được truyền cảm hứng từ chính thành phố Sài Gòn và ngôi nhà thân thương một thời của tôi", là "nỗi nhớ nhung trìu mến dành cho Hòn Ngọc Viễn Đông của những năm 60 với tinh thần tươi mới, vô cùng tinh tế và sành điệu". Bên cạnh áo dài, phim còn đề cập đến những bộ trang phục phương Tây đang rất thịnh hành vào thập niên 1960 như như váy liền chữ A, váy bút chì, váy suông.
Lý giải tên phim Cô Ba Sài Gòn, Ngô Thanh Vân cho biết từ "cô Ba" nhằm gợi nhớ đến hình ảnh người phụ nữ miền Nam thời xưa chứ không phải tên riêng và khẳng định đã đăng kí bản quyền tên này để tránh nhầm lẫn với một số thương hiệu ẩm thực, mỹ phẩm.

### Nhạc phim
| STT              | Nhan đề             | Sáng tác                           | Biểu diễn        | Thời lượng |
| ---------------- | ------------------- | ---------------------------------- | ---------------- | ---------- |
| 1.               | "Cô Ba Sài Gòn"     | Only C Nguyễn Phúc Thiện Lou Hoàng | Đông Nhi         | 3:50       |
| 2.               | "Tân thời"          | Huỳnh Hiền Năng                    | Jun Phạm         | 3:34       |
| 3.               | "Vì anh luôn ở đây" | S.T Sơn Thạch Lou Hoàng            | S.T Sơn Thạch    | 3:30       |
| Tổng thời lượng: | Tổng thời lượng:    | Tổng thời lượng:                   | Tổng thời lượng: | 10:54      |

Ca khúc chủ đề cùng tên với bộ phim, do Đông Nhi trình bày, được sáng tác bởi Nguyễn Phúc Thiện-Only C (Lou Hoàng viết lời) và sản xuất bởi Only C—người mô tả bài hát "đơn thuần là một ca khúc pop, giai điệu dễ nhớ nhưng ca từ gửi gắm nhiều điều" với thông điệp khuyến khích "khán giả thêm yêu tà áo dài Việt hơn". "Tân thời", ca khúc cuối phim Cô Ba Sài Gòn do Jun Phạm thể hiện, được nhạc sĩ Huỳnh Hiền Năng hòa âm, phối khí, sáng tác theo phong cách retro, cổ điển. Theo Tuổi Trẻ, nội dung của ca khúc "nói về sự khác biệt" giữa thế giới ở thập niên trước và thế giới hiện đại ngày nay—nơi mà "có vẻ như con người quên mất sự hiện diện của mọi người xung quanh, cũng không còn sử dụng những cách giao tiếp hay liên lạc đơn thuần như trước kia".
S.T Sơn Thạch sáng tác và trình bày ca khúc "Vì Anh Luôn Ở Đây". Đây là ca khúc mà anh dành tặng cho bộ phim, do Lou Hoàng viết lời và sản xuất bởi Tuấn Mario. Người Lao Động mô tả ca khúc là một "bản ballad nhẹ nhàng và sâu lắng nói về sự băn khoăn của chàng trai trong chuyện tình yêu bản thân. Vẫn luôn luôn mong chờ có một cái kết đẹp; dù có trải qua bao nhiêu khó khăn hay thử thách đi nữa thì chàng trai vẫn sẽ luôn luôn bên cạnh bảo vệ và động viên cô gái ấy đến cùng".
Trước khi phim công chiếu, nhà sản xuất trình làng hai ca khúc "Cô Ba Sài Gòn" và "Tân thời" vào ngày 20 tháng 10 và 7 tháng 11 năm 2017. Album nhạc phim phát hành độc quyền trên nhac.vn vào ngày 29 tháng 11 năm 2017. Ba ca khúc "Cô Ba Sài Gòn", "Tân thời", "Vì Anh Luôn Ở Đây" lần lượt ra mắt video ca nhạc vào ngày 16, 19 và 22 tháng 11 năm 2017.

## Giới thiệu và quảng bá

Áp phích đầu tiên khi đoàn phim công bố dự án vào tháng 3 năm 2017.

Ngày 20 tháng 10 năm 2017, đoàn phim Cô Ba Sài Gòn có buổi xuất hiện đặc biệt trong đêm khai mạc Lễ hội Thời trang & Công nghệ 2017 với chủ đề Bản sắc phương Đông tại phố đi bộ Nguyễn Huệ, đồng thời có buổi giao lưu nhằm khơi dậy tinh thần "áo dài xuống phố ngại gì" trong giới trẻ. Chia sẻ với Tiếp thị & Gia đình, đoàn phim cho biết việc một bộ phim điện ảnh tham dự lễ hội này "dường như là một tiền lệ chưa từng có" và đây "là cơ hội để Cô Ba Sài Gòn nhìn nhận rõ nét hơn những giá trị mà mình đang theo đuổi; đang được định vị thế nào trong lòng giới thời trang và trong công chúng". Cũng trong đêm khai mạc lễ hội, Đông Nhi có màn trình diễn trực tiếp ca khúc "Cô Ba Sài Gòn" trước khi nhà sản xuất phát 
hành lyric video cho ca khúc với hình ảnh mang phong cách pop art của nữ ca sĩ và một số diễn viên tham gia bộ phim.
Ngày 1 tháng 11 năm 2017, nhà thiết kế Thủy Nguyễn ra mắt bộ sưu tập thời trang mang tên "Cô Ba Sài Gòn" trong đêm thứ hai của Tuần lễ Thời trang Quốc tế Việt Nam Thu Đông 2017. Buổi trình diễn có sự góp mặt của Ngô Thanh Vân với vai trò là người mở màn, cô xuất hiện trên chiếc bàn may cổ trong bộ áo dài thắt eo ngực nhọn đúng chuẩn thập niên 1960 cùng cây thước dây rồi "sải bước chậm rãi đầy ma mị" trên sàn catwalk. Ngày 5 tháng 11 năm 2017, đoàn phim Cô Ba Sài Gòn tổ chức một buổi giao lưu mang tên Ngày hội Áo dài với một số khán giả được chọn tại cụm rạp BHD Vincom Mega Mail Thảo Điền, Thành phố Hồ Chí Minh, nơi đoàn phim chiếu trước bộ phim và teaser của hai video âm nhạc "Cô Ba Sài Gòn" và "Tân thời". Trước khi công chiếu năm ngày, đoàn phim tung lên một trích đoạn hé lộ cảnh nhà may Thanh Nữ.
Ngày 10 tháng 11 năm 2017, đại diện đoàn phim gồm bốn diễn viên Ninh Dương Lan Ngọc, Diễm My 9X, Oanh Kiều và S.T. lần lượt góp mặt trong các chương trình Chuyển động 24 giờ trưa và Bữa trưa vui vẻ của Đài Truyền hình Việt Nam. Đoàn phim cũng tổ chức chuyến cinetour xuyên qua nhiều cụm rạp ở Thành phố Hồ Chí Minh, khởi động tại Lotte Gò Vấp từ ngày 11 tháng 11 năm 2017. Ngày 20 tháng 11 năm 2017, Đại Nhạc Hội Cô Ba Sài Gòn được tổ chức tại Khu trung tâm thương mại The Garden Mall, Thành phố Hồ Chí Minh với sự góp mặt của Ninh Dương Lan Ngọc, Diễm My 9X, S.T., Đông Nhi, Phương Vy, Will và Jun Phạm. Bên cạnh màn trình diễn của các ca sĩ và top 6 cuộc thi Tiếng hát Cô Ba Sài Gòn do đoàn phim lựa chọn, chương trình còn bao gồm các phần thi đấu và trao giải cho các nhóm nhảy tham gia cuộc thi Dance Cover Contest ca khúc nhạc phim Cô Ba Sài Gòn.
Một số công ty đã hợp tác với Cô Ba Sài Gòn để tạo ra các sản phẩm lấy cảm hứng từ bộ phim. EPOMi, đơn vị đồng hành tổ chức buổi giao lưu với đoàn phim tại Lễ hội Thời trang & Công nghệ 2017, sản xuất các hộp beauty box với hai phiên bản Premium và Standard theo hai phong cách Cổ điển và Hiện đại (còn gọi là phong cách Cô Ba và Chị Ba). Naunau ra mắt bộ sản phẩm Perfume Box Cô Ba Sài Gòn, chứa đựng ba sản phẩm riêng lẻ gồm Nước hoa Ngọc Viễn Đông, sáp thơm Lily và xà bông Cô Ba Sài Gòn. Vascara, một trong những nhà tài trợ của bộ phim, ra mắt phần quà tặng mang phong cách cổ điển gồm thiếp mời, bộ kim chỉ từ nhà may Thanh Nữ và lá thư tay mà nhân vật Thanh Mai gửi cho Như Ý. Mono Concept phát hành ốp lưng điện thoại, USB, thẻ đeo hành lý và bình nước giữ nhiệt với hình ảnh mang phong cách pop art của các nữ diễn viên.
Báo Sài Gòn Giải Phóng khẳng định e-kip thực hiện phim Cô Ba Sài Gòn đã "tạo nên một thương hiệu gây nhiều thiện cảm" từ khi công bố dự án cho đến lúc chuẩn bị công chiếu bằng những "chiến dịch PR (quảng bá) bài bản", chẳng hạn như "hình ảnh các nữ diễn viên chính trong phim mỗi khi xuất hiện [tại] những sự kiện lớn như Liên hoan phim Busan, lễ trao giải Cánh diều... cho đến các hoạt động bên lề, đều mặc áo dài và có phong cách trang điểm cổ điển" hay cách e-kip thông báo dời ngày chiếu phim bằng trang bìa tờ báo Văn Nghệ.

## Công chiếu và phát hành

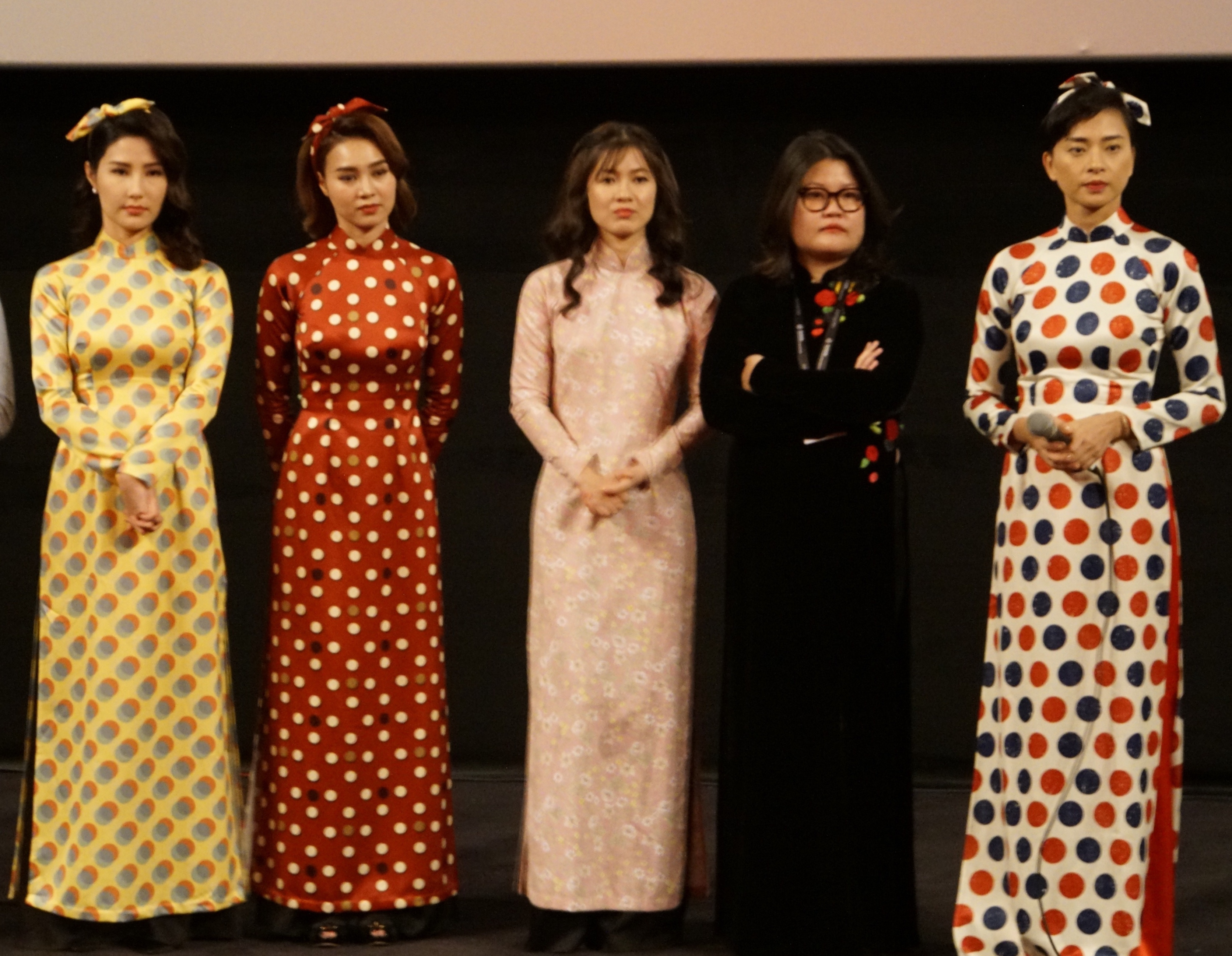
Diễm My 9X, Ninh Dương Lan Ngọc, Oanh Kiều, đạo diễn Kay Nguyễn và Ngô Thanh Vân tại buổi công chiếu đầu tiên trên toàn thế giới của Cô Ba Sài Gòn ở Liên hoan phim quốc tế Busan lần thứ 22.

### Trình chiếu tại các liên hoan phim
Cô Ba Sài Gòn tham gia Liên hoan phim quốc tế Busan lần thứ 22 tại hạng mục Cửa sổ điện ảnh châu Á với ba suất chiếu gắn nhãn cấm trẻ em dưới 12 tuổi vào ngày 14, 15 và 17 tháng 10 năm 2017, lần lượt tại các phòng chiếu Starium của cụm rạp CGV Centum City, phòng chiếu số 2 và số 7 của cụm rạp Lotte Centum City. Trước buổi công chiếu đầu tiên, đoàn phim Cô Ba Sài Gòn gồm hai đạo diễn, Ngô Thanh Vân, Ninh Dương Lan Ngọc, Diễm My 9X và Oanh Kiều có buổi giao lưu ngoài trời với du khách tham dự Liên hoan phim tại sân khấu BIFF Village dựng ngay trên bãi biển Haeundae. Theo thông tin từ nhà sản xuất, suất chiếu đầu tiên đã bán hết gần 1.000 vé và nhận nhiều phản hồi tích cực từ khán giả với lời khen ngợi phim "đẹp, mãn nhãn và mang ý nghĩa gìn giữ văn hóa rõ nét".
Cuối tháng 11 năm 2017, Cô Ba Sài Gòn góp mặt và tranh giải tại Liên hoan phim Việt Nam lần thứ 20 tổ chức ở Đà Nẵng. Sau khi có buổi công chiếu "gần như kín rạp" trong Tuần phim Chào mừng Liên hoan phim Việt Nam lần thứ 20 tại Trung tâm Chiếu phim Quốc gia, Hà Nội vào ngày 11 tháng 11, phim tiếp tục được công chiếu trong khuôn khổ Liên hoan phim tại phòng chiếu số 1 của cụm rạp Lê Độ, Đà Nẵng vào ngày 27 tháng 11 năm 2017. Theo Tiền Phong, buổi công chiếu trong khuôn khổ Liên hoan phim hoàn toàn chật kín người xem, lượng khán giả liên tục đổ về rạp ngay từ trước giờ chiếu khiến ban tổ chức phải bố trí thêm ghế phụ hai bên lối đi để có thêm chỗ ngồi và hầu như không ai bỏ về trong lúc xem phim. Cô Ba Sài Gòn tiếp tục góp mặt tại Liên hoan phim Việt – Hàn với hai suất chiếu vào ngày 19 và 20 tháng 11 năm 2017 tại phòng chiếu số 6 của cụm rạp BHD Bitexco, Thành phố Hồ Chí Minh. Tại Liên hoan phim châu Á Osaka lần thứ 13, phim tham gia tranh giải và có hai suất chiếu tại phòng chiếu số 4 của rạp Cine Libre Umeda và ABC Hall, lần lượt vào ngày 11 và 15 tháng 3 năm 2018. Phim còn tham dự Tuần lễ Phim Việt Nam do Đại sứ quán Việt Nam tại Argentina phối hợp với các cơ quan hữu quan nước sở tại tổ chức ở thủ đô Buenos Aires vào tháng 5 năm 2018 nhân kỉ niệm 45 năm ngày Việt Nam thiết lập quan hệ ngoại giao với Argentina.

### Phát hành tại rạp
Cô Ba Sài Gòn công chiếu tại tất cả các rạp ở Việt Nam từ ngày 10 tháng 11 năm 2017 và có suất chiếu sớm từ ngày 9 tháng 11 năm 2017, là phim Việt duy nhất phát hành trong thời điểm đó, đối mặt với 16 tác phẩm điện ảnh đến từ nước ngoài. Theo Tuổi Trẻ, công ty VAA đã chấp thuận tỉ lệ ăn chia doanh thu phòng vé trên 50% mà phía CGV Việt Nam đưa ra để Cô Ba Sài Gòn được phát hành tại hệ thống rạp này sau sự cố hủy chiếu bộ phim Tấm Cám: Chuyện chưa kể vào tháng 8 năm 2016.
Phim có buổi công chiếu ra mắt đồng nghiệp và truyền thông tại cụm rạp BHD Vincom Mega Mail Thảo Điền, Thành phố Hồ Chí Minh vào ngày 8 tháng 11 năm 2017 và tại Hà Nội vào ngày 9 tháng 11 năm 2017.

## Đón nhận
Nhiều nhà làm phim nhận định Cô Ba Sài Gòn "không chỉ bám vào sự hoài niệm xưa cũ" mà còn "lồng ghép câu chuyện của hiện tại và quá khứ thông qua thời trang - một cách tiếp cận đánh trúng vào thị hiếu tò mò của người xem".

### Phòng vé
Sau ba ngày công chiếu, Cô Ba Sài Gòn đứng đầu phòng vé tại nhiều hệ thống rạp ở Việt Nam, trong đó có CGV, vượt mặt Thor: Tận thế Ragnarok. Theo tổng hợp của chuyên trang iOne từ VnExpress, Cô Ba Sài Gòn là phim Việt Nam có doanh thu cao thứ 10 trong lịch sử chiếu bóng.
Phim vấp phải vụ lùm xùm livestream tiết lộ nội dung trong ngày công chiếu đầu tiên, được giới truyền thông tuyên truyền rộng rãi như một vụ vi phạm bản quyền điển hình. Và sau đó doanh thu tăng rất cao. Một số người theo thuyết âm mưu nhận định đây là chiêu PR truyền thông độc đáo để tăng lượng vé đi đôi với quảng cáo rộng rãi.

### Đánh giá chuyên môn
Phan Gia Nhật Linh, đạo diễn hai tác phẩm điện ảnh Em là bà nội của anh và Cô gái đến từ hôm qua, nhận xét Như Ý là "vai diễn lôi cuốn nhất của Lan Ngọc từ trước đến nay".
Phim được đánh giá có một số tình tiết giống với sự xuất hiện của nhân vật Miranda Priestly trong "The Devil Wears Prada" (2006), hay Cagalli Yula Athha nhận món quà từ người cha đã khuất trong "Gundam SEED Destiny" tập 40 (2004-2005), giáo sư X gặp chính mình ở tương lai trong "X-Men: Days of Future Past" (2014), ý tưởng về thay đổi tương lai giống phim "Early Edition" (1996-2000) hay "Stand by Me Doraemon" (2014), cấu trúc kịch bản giống một số clip được đăng trên YouTube do giới trẻ Việt Nam thực hiện trước đó,.v.v...
Phim cũng được tham gia tranh giải Oscar, nhưng đã bị loại sau đó. Nếu không xét về nội dung phim, một trong những nguyên nhân khiến phim không đi xa hơn đó chính là yếu tố nhân quyền và nhân phẩm của nhân vật khi phim được lấy cảm hứng từ một nhân vật có thật tại Sài Gòn.

### Giải thưởng và đề cử
| Giải thưởng                                                                | Hạng mục                                  | Nội dung đề cử                 | Kết quả   | Nguồn         |
| -------------------------------------------------------------------------- | ----------------------------------------- | ------------------------------ | --------- | ------------- |
| Asia Star Awards của tạp chí Marie Claire tại Liên hoan phim quốc tế Busan | Gương mặt châu Á                          | Ninh Dương Lan Ngọc            | Đoạt giải | [ 59 ] [ a ]  |
| Liên hoan phim Việt Nam lần thứ 20                                         | Giải thưởng của Ban giám khảo             | —                              | Đoạt giải | [ 61 ] [ 62 ] |
| Liên hoan phim Việt Nam lần thứ 20                                         | Nữ diễn viên chính xuất sắc nhất          | Ninh Dương Lan Ngọc            | Đề cử     | [ 61 ] [ 62 ] |
| Liên hoan phim Việt Nam lần thứ 20                                         | Họa sĩ xuất sắc nhất                      | Nguyễn Minh Đương, Lê Đức Hiệp | Đoạt giải | [ 61 ] [ 62 ] |
| Giải thưởng Ngôi Sao Xanh lần thứ 4 hạng mục điện ảnh                      | Phim xuất sắc nhất                        | —                              | Đề cử     | [ 63 ]        |
| Giải thưởng Ngôi Sao Xanh lần thứ 4 hạng mục điện ảnh                      | Nữ diễn viên xuất sắc nhất                | Ninh Dương Lan Ngọc            | Đề cử     | [ 64 ]        |
| Giải thưởng Ngôi Sao Xanh lần thứ 4 hạng mục điện ảnh                      | Nữ diễn viên xuất sắc nhất                | Diễm My 9X                     | Đề cử     | [ 64 ]        |
| Giải thưởng Ngôi Sao Xanh lần thứ 4 hạng mục điện ảnh                      | Nữ diễn viên xuất sắc nhất                | Hồng Vân                       | Đề cử     | [ 64 ]        |
| Giải thưởng Ngôi Sao Xanh lần thứ 4 hạng mục điện ảnh                      | Nữ diễn viên Việt Nam được yêu thích nhất | Ninh Dương Lan Ngọc            | Đề cử     | [ 65 ]        |
| Giải thưởng Ngôi Sao Xanh lần thứ 4 hạng mục điện ảnh                      | Nữ diễn viên Việt Nam được yêu thích nhất | Diễm My 9X                     | Đề cử     | [ 65 ]        |
| Giải thưởng Ngôi Sao Xanh lần thứ 4 hạng mục điện ảnh                      | Nữ diễn viên Việt Nam được yêu thích nhất | Hồng Vân                       | Đề cử     | [ 65 ]        |
| Giải thưởng Ngôi Sao Xanh lần thứ 4 hạng mục điện ảnh                      | Sáng tạo xuất sắc nhất                    | Tổ thiết kế và phục trang phim | Đoạt giải | [ 66 ]        |
| Liên hoan phim châu Á Osaka lần thứ 13                                     | Giải thưởng lớn                           | —                              | Đề cử     | [ 67 ] [ 68 ] |
| Liên hoan phim châu Á Osaka lần thứ 13                                     | Giải thưởng cho Đạo diễn Triển vọng       | —                              | Đề cử     | [ 67 ] [ 68 ] |
| Cánh diều vàng 2017 hạng mục điện ảnh                                      | Phim xuất sắc nhất                        | —                              | Đoạt giải | [ 69 ]        |
| Cánh diều vàng 2017 hạng mục điện ảnh                                      | Biên kịch xuất sắc                        | Kay Nguyễn                     | Đoạt giải | [ 69 ]        |

### Chú giải
1. ↑  Theo báo Văn hóa, Ban tổ chức đã xét duyệt trao tặng Lan Ngọc giải thưởng này dựa vào buổi chiếu hạn chế của bộ phim cho Hội đồng Liên hoan phim.[60]